# Manuchehr

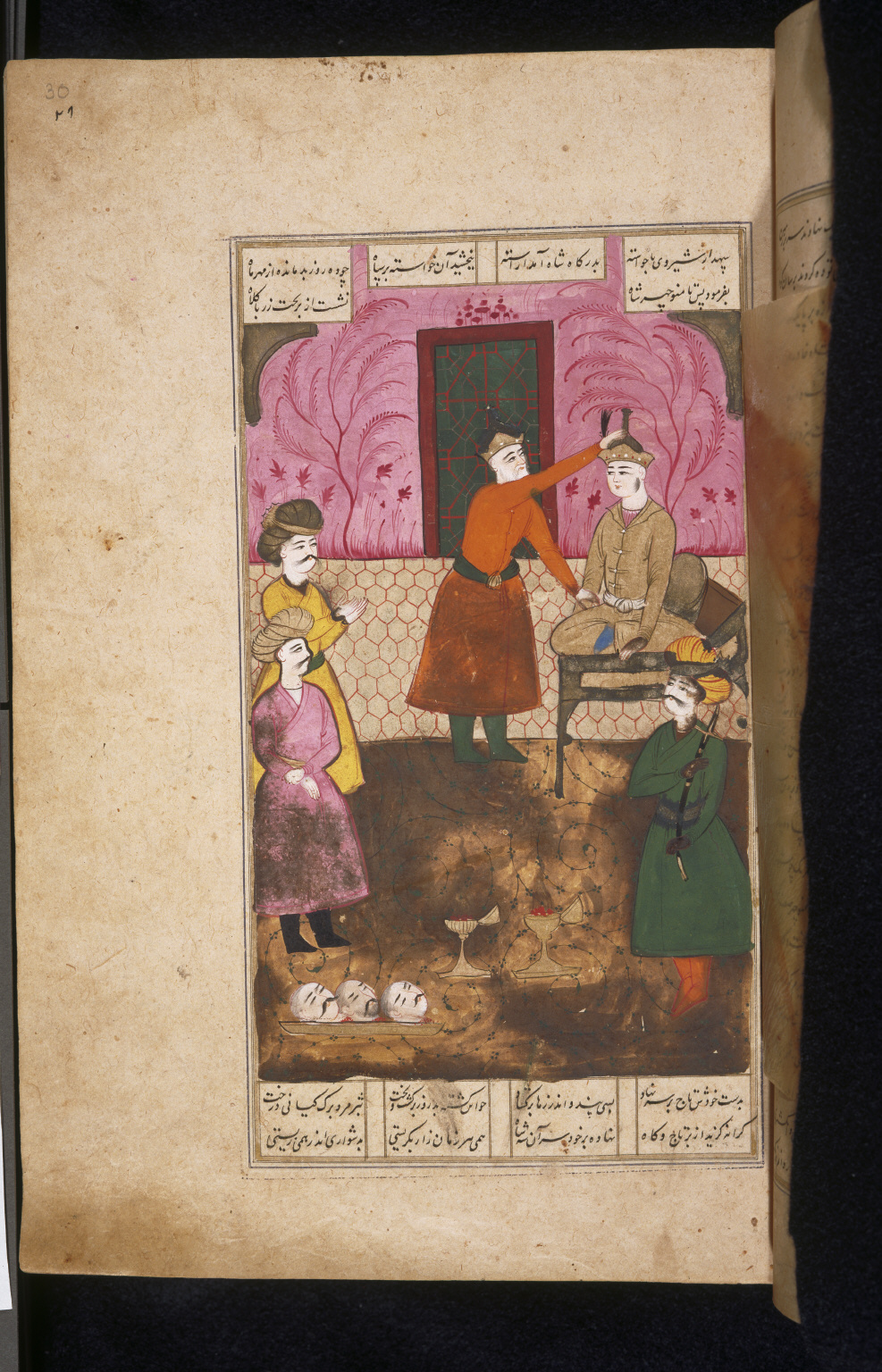
Gammal persisk målning som visar Manuchehr sittande på den kungliga tronen

Manuchehr (persiska منوچهر) är en person i det persiska eposet Shahnameh. I detta epos förekommer han som den förste shah som härskade i Iran efter uppdelningen av det stora rike som styrdes av hans farfars far, Fereydun. Manuchehr skall ha regerat i 120 år och efterträtts av sin son Nowzar.